# کم‌کاری کاذب غده پاراتیروئید
کم‌کاری کاذب غده پاراتیروئید (انگلیسی: Pseudohypoparathyroidism) اختلالی است که به سبب مقاوت به هورمون پاراتیروئید حاصل می‌شود. بیمارا مبتلا به این اختلال، کلسیم سرمی پائین و فسفر سرمی بالایی دارند و سطح هورمون پاراتیروئیدشان هم مطابق انتظار (به دلیل کاهش کلسیم خون) بالاست.
پاتوژنر بیماری را با نقص عمکردی برخی جی‌پروتئین‌ها (بویژه زیرواحدِ Gs آلفا) مرتبط دانسته‌اند.
این بیماری بسیار نادر است و شیوع تخمینی آنرا ۷٫۲/۱٬۰۰۰٬۰۰۰ یا حدوداً ۱/۱۴۰۰۰۰ اعلام کرده‌اند.

## انواع
| نوع    | توضیح | وراثت مندلی | ژن            |
| ------ | --- | ----------- | ------------- |
| نوع 1a | ظاهر فنوتیپی خاصی دارند (استئودیستروفی ارثی آلبرایت)، ازجمله کوتاهی انگشتان چهارم و پنجم کف‌دستی و صورت گرد. به احتمال زیاد، توارث آن اتوزومال غالب است. همچنی این بیماری با مقاومت به هورمون محرکه تیروئید در ارتباط است.                                                     | 103580      | GNAS1         |
| نوع 1b | ویژگی‌های ظاهری نوعِ 1a را ندارد، اما از لحاظِ بیوشیمیایی مشابه آن است. این بیماری با یک نقص متیلاسیون در ارتباط است. | 603233      | GNAS1 , STX16 |
| نوع ۲  | این نوع نیز، ویژگی‌های ظاهری نوعِ 1a را ندارد. از آن‌جایی که نقص ژنتیکی نوع ۲ در لایه‌های پائین‌تری از «راه‌های پیام‌رسانی سلولی» نسبت به نوع ۱ قرار دارد، پاسخِ آدنوزین مونوفسفات حلقه‌ای نسبت به هورمون پاراتیروئید طبیعی است؛ علی‌رغم آنکه یک نقص ارثی در تنظیم کلسیم بدن وجود دارد. | 203330      | ?             |

با آنکه نوع ۱ و ۲ از لحاظ بیوشیمیایی مشابه یکدیگر هستند، اما اختلاف ایندو از طریق سنجش میزانِ آدنوزین مونوفسفات حلقه‌ای ادراری بدنبال تجویز هورمون پاراتیروئید میسر است.
برخی منابع به زیرگروه دیگری تحتِ عنوان نوع 1c هم اشاره کرده‌اند.

## بیماری‌های مشابه
اصطلاح کم‌کاری کاذب کاذب غده پاراتیروئید زمانی بکار می‌رود که فرد علائم و نشانه‌های کم‌کاری کاذب پاراتیروئید نوع 1a را داشته باشد، اما از لحاظ بیوشیمیایی، نرمال و طبیعی باشد. به جدول زیر مقایسهٔ این بیماری‌های مشابه توجه کنید:
| بیماری                           | بیماری                           | ظاهر بیمار   | سطح هورمون پاراتیروئید | کلسیتریول | کلسیم     | فسفات       | نقش‌پذیری ژنی                         |
| -------------------------------- | -------------------------------- | ------------ | ---------------------- | --------- | --------- | ----------- | ------------------------------------ |
| کم‌کاری غده پاراتیروئید           | کم‌کاری غده پاراتیروئید           | نرمال        | کاهش‌یافته              | کاهش‌یافته | کاهش‌یافته | افزایش‌یافته | قابل اطلاق نیست                      |
| کم‌کاری کاذب غده پاراتیروئید      | نوع 1A                           | نقایص اسکلتی | افزایش‌یافته            | کاهش‌یافته | کاهش‌یافته | افزایش‌یافته | نقص ژنی از سمت مادر ( GNAS1 )        |
| کم‌کاری کاذب غده پاراتیروئید      | نوع 1B                           | نرمال        | افزایش‌یافته            | کاهش‌یافته | کاهش‌یافته | افزایش‌یافته | نقص ژنی از سمت مادر ( GNAS1 و STX16) |
| کم‌کاری کاذب غده پاراتیروئید      | نوع ۲                            | نرمال        | افزایش‌یافته            | کاهش‌یافته | کاهش‌یافته | افزایش‌یافته | ?                                    |
| کم‌کاری کاذب کاذب غده پاراتیروئید | کم‌کاری کاذب کاذب غده پاراتیروئید | نقایص اسکلتی | نرمال                  | نرمال     | نرمال     | نرمال       | نقص ژنی از سمت پدر                   |